# باشگاه فوتبال هتفیلد تاون
باشگاه فوتبال هتفیلد تاون (به انگلیسی: Hatfield Town Football Club) یک باشگاه فوتبال در شهر هتفیلد، هرتفوردشایر، کشور انگلستان است که در سال ۱۸۸۶ میلادی تأسیس شده‌است.